# Electronic Arts
Electronic Arts (EA) ist ein US-amerikanischer Hersteller und Publisher von Computerspielen. Das börsennotierte und weltweit operierende Unternehmen wurde vor allem für seine Sportspiele (Madden NFL, FIFA) und Die Sims, Apex Legends, Battlefield oder Need for Speed bekannt, publiziert aber auch zahlreiche andere Titel in weiteren Themengebieten. Ab Mitte der 1990er, bis zu der im Jahr 2008 erfolgten Fusion von Vivendi Games und Activision zu Activision Blizzard, war das Unternehmen nach Umsatz Marktführer im Bereich Computerspiele. Die Aktien des Unternehmens sind im Nasdaq Composite und im S&P 500 gelistet.

## Geschichte

Ursprüngliches Firmenlogo, verwendet von 1982 bis 2000

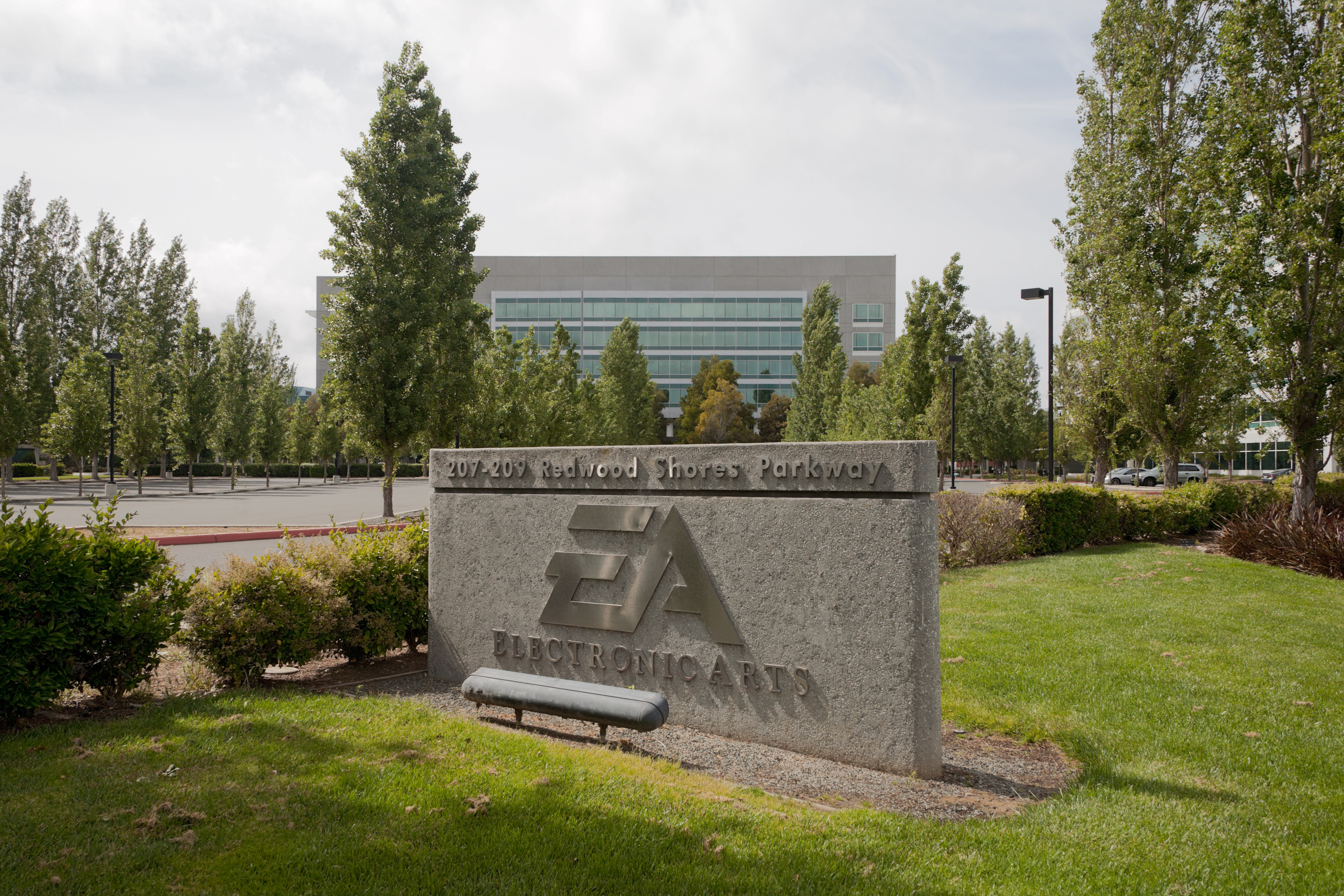
Konzernzentrale in Redwood City

Laut seiner eigenen Darstellung beschloss Unternehmensgründer Trip Hawkins im Sommer 1975, als er von der Entwicklung des Mikroprozessors erfuhr, dass er im Jahr 1982 sein eigenes Computerspielunternehmen gründen würde. Solange würde es seiner Schätzung nach dauern, bis ein ausreichend großer Markt entstanden sei und die Computertechnik genügend Leistung für seine Vorstellung von Computerspielen bereitstellen würde. Nach seinem Studium an den Universitäten Harvard und Stanford nahm er 1978 eine Tätigkeit bei Apple auf. Im April 1982 verließ er das Unternehmen, um mit seinem aus dem Börsengang von Apple verdienten Geld am 28. Mai 1982 seine neue Softwarefirma zu gründen, die zunächst den Namen Amazin’ Software trug. Hawkins finanzierte das Unternehmen für die nächsten sechs Monate aus eigener Tasche und arbeitete von zuhause aus. Im August 1982 bezog er vorübergehend Büroräume bei Sequoia Capital, bevor das Unternehmen schließlich sein langjähriges Hauptquartier in San Mateo (Kalifornien) errichtete. Da Hawkins den Kunstaspekt von Computerspielen stärker betonen wollte, spielte er mit dem Gedanken einer Umbenennung in SoftArt. Auf Bitten von Dan Bricklin, Gründer des Unternehmens Software Arts, verwarf er diese Namen jedoch wieder. Nach einem Brainstorming unter den ersten Mitarbeitern und unter Einbeziehung einer Marketingagentur fiel schließlich im Oktober 1982 die Entscheidung zugunsten von Electronic Arts.
Electronic Arts trat mit dem Anspruch an, Computerspiele als Kunstform zu betrachten und den Designern und Softwareentwicklern angemessene Wertschätzung entgegenzubringen. Bleibenden Eindruck hinterließ etwa eine frühe Werbeanzeige mit dem Slogan „We see farther“ (engl. für „Wir blicken weiter voraus“), die im Kern aus einem Gruppenfoto bekannter Computerspielentwickler in schwarz-weiß-Optik sowie ihrer namentlichen Nennung besteht. EAs Konzept stand teilweise im Kontrast zu gängigen Praktiken u. a. bei Atari und Intellivision, die ihren Mitarbeitern zu Anfang eine Anerkennung in Form von Namensnennung als Autoren oder Umsatzbeteiligungen verweigert hatten, teils auch aus Angst vor Abwerbeversuchen durch die Konkurrenz (vgl. etwa Entstehung des Spieleherstellers Activision). Nach längerem Vorlauf und Vertragsabschlüssen mit mehreren externen Entwicklerunternehmen trat Electronic Arts 1983 als Publisher mit sieben Titeln in den Markt ein: Archon, Axis Assassin, Hard Hat Mack, M.U.L.E., Murder on the Zinderneuf, Pinball Construction Set und Worms?. Auffällig war die Veröffentlichung in aufwändig gestalteten Kartons mit aufklappbarem Cover, die an Schallplattenhüllen erinnerten und auf der Vorderseite prominent den Namen des jeweiligen Designers trugen.
Die ersten Jahre über entwickelte EA seine Spiele noch nicht selbst und bediente anfangs auch nur den Heimcomputer-Markt. Erst ab den späten 1980er-Jahren entwickelte das Unternehmen eigene Spiele und weitete es das Geschäft auf den Videospiele-Markt aus. Im Herbst 1989 ging Electronic Arts an die Börse. Großes Potenzial für sein Unternehmen erkannte Firmengründer Hawkins unter anderem in der neuen Spielkonsole Sega Mega Drive, die wie viele von EA zuvor bediente Heimcomputer-Plattformen auf dem Motorola-6800er-Prozessor aufbaute. Allerdings kontrollierte Hersteller Sega strikt, welche Unternehmen Spiele für ihre Konsole entwickeln durften, und verlangte für den Zugang hohe Lizenzgebühren. Hawkins umging dies, indem er das System kurzerhand per Reverse Engineering nachbauen ließ und EA so die Möglichkeit eröffnete, ohne Segas offizielle Lizenz eigene Spiele für die Plattform zu entwickeln. Damit verschaffte er EA eine starke Verhandlungsposition und als man mit Sega in Lizenzgespräche trat, konnte Hawkins eine günstigere Vereinbarung aushandeln, die es dem Unternehmen ermöglichte, mehr Spiele zu veröffentlichen und dabei weniger Gebühren an Sega zu zahlen. Ein entscheidender Titel für den anschließenden Erfolg von Hawkins Strategie wurde John Madden Football, das auf dem Mega Drive zu einem riesigen Erfolg wurde. Das Spiel kombinierte realistische Football-Mechaniken mit ansprechender Grafik und half EA, sich als führender Entwickler im Sportspiel-Genre zu etablieren. Der Erfolg auf dem Mega Drive ebnete den Weg für die jährlichen Veröffentlichungen der Madden-Serie, die bis heute eine der profitabelsten Spielereihen von EA ist, und ermunterte das Unternehmen, Ableger in weiteren Sportarten zu entwickeln. Daraus entstanden langlaufende Spielereihen wie FIFA Football, NBA Live und NHL Hockey.
1991 gab Gründer Trip Hawkins die Geschäftsführung auf, um sich der Gründung von The 3DO Company und ihrer Spielkonsole 3DO Interactive Multiplayer zu widmen. Sein Nachfolger wurde Larry Probst. Unter ihm entwickelte sich das Unternehmen in den 1990er Jahren von einem starken US-amerikanischen Publisher zum globalen Marktführer im Bereich Unterhaltungssoftware mit Niederlassungen und Distributoren in 75 Ländern. 1998 wurde die Firmenzentrale nach Redwood City verlegt. Die Vermarktung der jährlich rund 100 neuen Produkte erfolgte seit Anfang 2000 unter den Labels EA Games, EA Sports, EA Sports Big sowie der separaten Geschäftseinheit EA Partners. Im Jahr 2005 wurde die Marke EA Games durch das schlichte EA ersetzt. Darüber hinaus stellte das Unternehmen seine globale Marketing- und Vertriebsstruktur anderen namhaften Herstellern wie den Computerspiele-Abteilungen bekannter Medienunternehmen – beispielsweise Time Warners Warner Bros. Interactive und Disneys Buena Vista Interactive – zur Verfügung.
Im Oktober 2005 wurde bekannt, dass sich Electronic Arts mit Steven Spielberg auf einen Exklusivvertrag über die Entwicklung dreier Spiele geeinigt hat. Eines davon war Boom Blox für die Nintendo Wii. Mit EA Recordings gründete man zusammen mit der Nettwerk Music Group ein Musiklabel für die Soundtracks der eigenen Spiele. Die Übernahme der französischen Firma Ubisoft war angedacht. Sie sollte jedoch nicht gegen den Willen von Ubisoft erfolgen. Schließlich blieb man lediglich Minderheitsaktionär und verkaufte schlussendliche alle Anteile. 2006 verlegte das Unternehmen seinen europäischen Hauptsitz von Chertsey, Großbritannien nach Genf, Schweiz.
EA erzielte im am 30. März 2007 abgelaufenen Geschäftsjahr einen Umsatz von 3,091 Milliarden US-Dollar und 76 Millionen US-Dollar Gewinn. Im April 2007 übergab Larry Probst seinen Posten als Vorstandsvorsitzender des Unternehmens an John Riccitiello, der bis zu diesem Zeitpunkt als Managing Director von Elevation Partners und bereits von Oktober 1997 bis April 2004 als Chief Operating Officer und President für EA tätig war. Im selben Jahr verkündete EA, den unternehmerischen Fokus von lizenzierten Sportspielen und Filmadaptionen auf Spielemarken zu verlegen, deren Rechte komplett beim Unternehmen liegen. Als Gründe dafür gibt es die Präferenzen sowohl der hausinternen Entwickler als auch des Publikums an. Bei den Verhandlungen nach einer 2005 begonnenen Sammelklage von EA-Entwicklern gegen die Firma war dies eines der Kompromissangebote. Im Oktober 2007 übernahm EA für 860 Millionen US-Dollar die Entwicklungsstudios BioWare und Pandemic Studios von Elevation Partners.
Im Geschäftsjahr 2008 konnte EA seinen Umsatz leicht steigern, hatte aber Verluste in Höhe von 454 Millionen US-Dollar zu verkraften. Am 3. Februar 2009 wurde bekannt, dass EA im dritten Quartal des laufenden Geschäftsjahres einen Verlust von 641 Millionen US-Dollar hinnehmen musste. Daraufhin wurden 1.100 Arbeitsplätze gestrichen, was rund elf Prozent aller Stellen des Unternehmens entspricht. Bis Ende März 2010 strich Electronic Arts 1.500 Arbeitsplätze. Von den massiven Stellenstreichungen waren nicht nur erfolglose Unternehmensteile betroffen, sondern auch prominente Studios wurden ausgedünnt, um die Geschäftszahlen zu verbessern. Betroffen waren EA Los Angeles, Maxis, Pandemic Studios Los Angeles, Visceral Games, EA Tiburon und EA Mythic sowie das zuvor eingekaufte soziale Netzwerk Rupture.
2010 führte Electronic Arts im Zuge des Project Ten Dollar für alle seine Spiele offiziell den sogenannten Online Pass ein. Diese Maßnahme richtet sich vor allem gegen den Gebrauchthandel von Computerspielen und sollte der Firma einen Anteil am Second-Hand-Markt verschaffen. Erstkäufer eines Spiels werden durch beigelegte Gutscheincodes mit zusätzlichen Spielinhalten im Gegenwert von ca. 10 Dollar belohnt. Diese sind nach Einlösung des Gutscheins an einen persönlichen Benutzerkonto des Spielers gebunden und können daher bei Verkauf nicht weitergegeben werden. Möchte der Käufer einer gebrauchten Version diese zusätzlichen Inhalte ebenfalls nutzen, muss er sie entsprechend zusätzlich direkt von Electronic Arts oder über einen von EA genutzten offiziellen Vertriebskanal (z. B. die Online-Vertriebsplattformen der Konsolenhersteller) erwerben. Bereits im November 2009 wurde dieses System erstmals mit Dragon Age: Origins und im Januar 2010 schließlich mit Mass Effect 2 angewendet. Seit 2010 benötigen alle Simulationen der Reihe EA Sports, beginnend mit Tiger Woods PGA Tour 2011, den Online Pass, um im Multiplayer online gegen andere Spieler antreten zu können. Dieses Konzept wurde in der Folge von vielen Mitbewerbern übernommen, darunter Sony, THQ, Warner Bros. und Ubisoft. Im Mai 2013 gab EA jedoch bekannt, wegen Kundenunzufriedenheit zukünftig auf den Online-Pass zu verzichten.
Zum 30. März 2013 trat CEO Riccitiello zurück. Nach einer Übergangsphase, in der Larry Probst als Executive Chairman kommissarisch die Geschäftsführung übernahm, wurde im September 2013 Andrew Wilson zum neuen CEO ernannt. Im Juli 2014 kündigte EA an, einen Abo-Dienst unter dem Namen EA Access mit den erfolgreichsten Spielen zur Verfügung stellen zu wollen.

## Vertriebsplattform „Origin“

Origin-Logo

Im Juni 2011 startete EA seine Onlinevertriebsplattform Origin. Origin ist eine Zusammenfassung und Weiterentwicklung der Onlineservices EA Store und EA Download Manager. Es trägt den Namen des 1992 übernommenen Entwicklerstudios und Publishers Origin Systems. Neben der Funktion als Onlinevertriebskanal bietet Origin für Nutzer die Communityfunktionen eines sozialen Netzwerks. Mit diesem Konzept orientiert sich der Onlineservice an etablierten Vertriebsplattformen wie bspw. Valves Onlineangebot Steam, als deren direkter Konkurrent Origin auftritt. Während sich das Angebot zu Beginn auf Eigenproduktionen beschränkte, gab Electronic Arts am 27. Oktober 2011 bekannt, dass weitere Spielepublisher Origin für die Veröffentlichung ihrer Spiele nutzen werden. Das Origin-System stand insbesondere in Deutschland seit seiner Einführung vor allem wegen seiner Art und Weise, Daten an EA zu übermitteln, massiv in der Kritik. 2020 kündigte EA an, die Marke Origin fallen zu lassen.

## Electronic Arts Deutschland

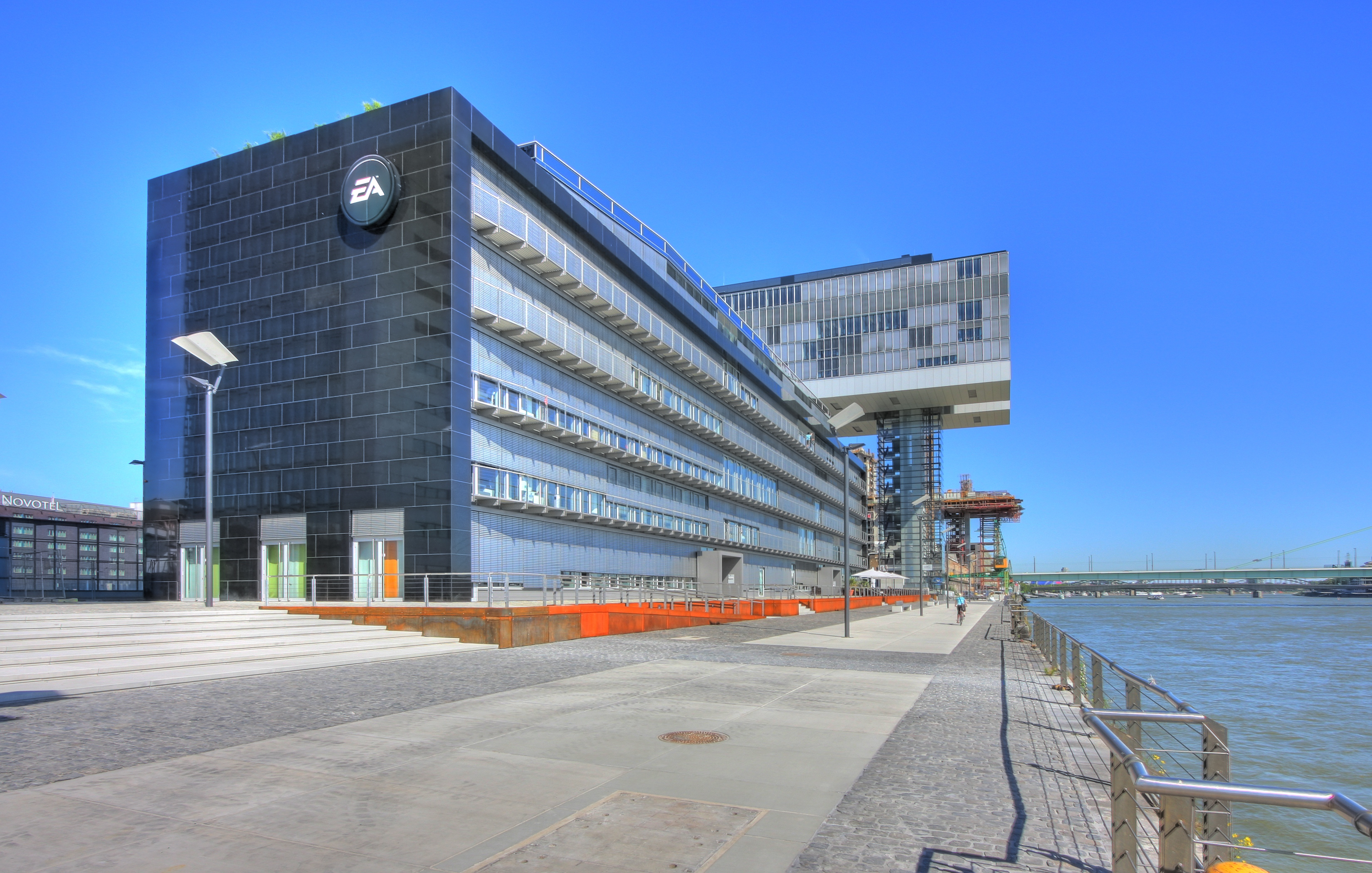
Deutschlandzentrale im Kölner Rheinauhafen

In Deutschland ist EA seit dem 1. Juli 1993 zunächst mit Standort Gütersloh vertreten. Mit der Akquisition des Aachener Distributors Kingsoft im Februar 1995 zog das deutsche EA-Team in dessen Firmensitz um. Im Oktober 2001 verlagerte Electronic Arts Deutschland seinen Hauptsitz von Aachen nach Köln. Im Dezember 2006 wurde der Grundstein für ein neues Gebäude im Rheinauhafen in Köln gelegt, das inzwischen bezogen wurde. Von dort aus wird das deutsche, österreichische und Schweizer Geschäft gesteuert, in dem Electronic Arts mit einem Marktanteil von über 20 Prozent führend ist. Electronic Arts Deutschland war Gründungsmitglied des Bundesverbandes Interaktive Unterhaltungssoftware (inzwischen game – Verband der deutschen Games-Branche) im Jahr 2005 und stellte mit Jens-Uwe Intat eines der drei Vorstandsmitglieder. Seit 2014 ist Jens Kosche Geschäftsführer von Electronic Arts GSA, er ist seit 2018 Mitglied des Vorstands des game.

## Kritik
EA steht häufig unter Kritik, ein profitmaximierendes Geschäftsmodell zu besitzen. Das Unternehmen nutze die Spieler durch Mikrotransaktionen aus, die dem Käufer in kompetitiven Spielen einen strategischen Vorteil gegenüber anderen Spielern verschaffen (z. B. Sim City BuildIt) – selbst, wenn das Spiel für einen festen Preis erwerbbar sei (FIFA 18). Auch in Star Wars Battlefront II beschwerte sich die Community über ein solches „pay-to-win“-System im Spiel. Im März 2018 – nach einem drohenden Verbot des Spieles durch die belgische Regierung – reagierte EA daraufhin mit einem Patch, welcher das Loot-System überarbeitete und alle Charaktere im Spiel kostenlos verfügbar machte. Eigenen Angaben zufolge hat EA allein durch Mikrotransaktionen im Jahr 2017 insgesamt 1,68 Milliarden Dollar eingenommen. Eine Verbraucherschutzorganisation aus den Niederlanden verklagte EA aufgrund der Lootbox-Mechanik in den neueren Teilen der FIFA-Serie. Unter Androhung einer Strafe von 500.000 Euro pro Woche entfernte EA daraufhin eine suchtsteigernde in die Länge gezogene Animation beim Öffnen der digitalen Sammelkarten ohne jedoch das Kernproblem der absichtlich herbeigeführten Spielsucht anzugehen.

## EA Play
EA Play ist ein abonnementbasierter Videospieldienst von Electronic Arts für die Plattformen Steam, Origin, Xbox One und PlayStation 4, der Zugang zu ausgewählten, von Electronic Arts veröffentlichten Spielen bietet.

## Beteiligungen und Übernahmen
Electronic Arts hat mit der Zeit einige bekannte Computerspiel-Entwickler und -Distributoren aufgekauft oder die Mehrheit übernommen, darunter:
| Jahr | Unternehmen                                  | Kaufsumme (USD) | Weiteres                                                                      | Referenz             |
| ---- | -------------------------------------------- | --------------- | ----------------------------------------------------------------------------- | -------------------- |
| 1992 | Origin Systems                               |                 | 2004 geschlossen                                                              |                      |
| 1995 | Bullfrog Productions                         |                 | 2001 geschlossen                                                              |                      |
| 1998 | Westwood Studios                             |                 | 2003 geschlossen                                                              |                      |
| 1999 | Maxis                                        |                 |                                                                               |                      |
| 2000 | DreamWorks Interactive                       |                 | 2013 geschlossen                                                              |                      |
| 2001 | Pogo.com                                     |                 |                                                                               |                      |
| 2004 | Criterion Games                              | 48.000.000      |                                                                               | [ 48 ]               |
| 2005 | JAMDAT Mobile                                | 680.000.000     |                                                                               | [ 49 ]               |
| 2006 | Digital Illusions CE (DICE)                  |                 |                                                                               | [ 50 ]               |
| 2006 | Headgate Studios                             |                 |                                                                               |                      |
| 2006 | Mythic Entertainment                         |                 | 2014 geschlossen                                                              |                      |
| 2006 | Phenomic Game Development                    |                 | 2013 geschlossen                                                              |                      |
| 2007 | VG Holding Corp. (BioWare, Pandemic Studios) | 775.000.000     | Pandemic 2009 geschlossen                                                     | [ 51 ]               |
| 2009 | Playfish                                     | 400.000.000     | 2013 geschlossen                                                              | [ 52 ] [ 53 ] [ 54 ] |
| 2010 | Chlilingo                                    | 20.000.000      |                                                                               | [ 55 ]               |
| 2011 | Firemint                                     |                 |                                                                               | [ 56 ]               |
| 2011 | PopCap Games                                 |                 | zwei von vier Niederlassungen mittlerweile geschlossen (Dublin und Vancouver) | [ 57 ] [ 58 ]        |
| 2017 | Respawn Entertainment                        | 315.000.000     |                                                                               | [ 59 ]               |
| 2018 | Industrial Toys                              |                 |                                                                               | [ 60 ]               |
| 2021 | Codemasters                                  | 1.200.000.000   |                                                                               | [ 61 ]               |
| 2021 | Glu Mobile                                   | 2.400.000.000   |                                                                               | [ 62 ]               |
| 2021 | Metalhead Software                           |                 |                                                                               | [ 63 ]               |
| 2021 | Playdemic                                    | 1.400.000.000   |                                                                               | [ 64 ] [ 65 ]        |

Daneben gibt oder gab es Beteiligungen an:
- Neowiz – 19 Prozent Beteiligung seit 2007
- NovaLogic – 40 Prozent Beteiligung bis 2016[66]
- The9 – 15 Prozent Beteiligung seit 2007
- Ubisoft – 15 Prozent Beteiligung, 2010 verkauft[67]

Von 1994 bis 1999 entwickelte Electronic Arts unter der Bezeichnung Jane’s Series eine Reihe von militärischen Simulationen. Verantwortlich für die Namensgebung war eine Lizenz des Fachblattes Jane’s Defence Weekly, welches im Gegenzug die Spiele mit umfassenden Datenbanken um detaillierte Hintergrundinformationen versorgte. An der Entwicklung der Spiele selbst waren viele ehemalige Mitarbeiter von Origin Systems und MicroProse beteiligt.
Electronic Arts erfreut sich vor allem dank vieler zugstarker Lizenzsporttitel (z. B. Fußball Manager, FIFA, Madden NFL, Spielen zu der Major League Baseball, der NBA und der NHL) großer Gewinne.
Am 24. Februar 2008 veröffentlichte Electronic Arts ein Übernahmeangebot für den Wettbewerber Take 2 Interactive (Grand-Theft-Auto-Reihe). Das Angebot in Höhe von knapp zwei Milliarden US-Dollar wurde zunächst vom Take-Two-Aufsichtsrat abgelehnt, weshalb sich EA entschloss, es in einer Pressemitteilung zu veröffentlichen und so die Aktionäre direkt anzusprechen. Da die Aktionäre das Angebot jedoch nicht annahmen, kam es zu keiner Übernahme.
Ein Versuch der Übernahme der schwedischen Mojang AB, die für ihr Spiel Minecraft bekannt ist, scheiterte 2011 an der Ablehnung der Geschäftsleitung seitens Mojang.
Im Dezember 2020 bot Electronic Arts dem Spielentwickler Codemasters die Kaufsumme von 1,2 Milliarden US-Dollar an, die Übernahme war am 18. Februar 2021 abgeschlossen. Alle Anteile von Codemasters werden an das Electronic Arts Tochterunternehmen „Codex Games Limited“ übertragen.

## Studios
- Indien
  - EA Mobile India in Hyderabad
- Japan
  - EA Japan in Tokio (gegründet 2004)
- Kanada
  - BioWare in Edmonton (übernommen 2007/08)
  - BioWare Montreal in Montreal (gegründet 2009)
  - EA Black Box in Vancouver (übernommen 2002)
  - EA Canada in Vancouver (übernommen 1991)
  - EA Montreal in Montreal (gegründet 2004)
- Rumänien
  - EA Mobile Romania in Bukarest
- Schweden
  - EA Digital Illusions CE in Stockholm (übernommen 2006)
  - EA Easy in Stockholm (gegründet 2008)
  - Ghost Games in Göteborg (gegründet 2011 als EA Gothenburg)
- Singapur
  - EA Southeast Asia in Singapur (gegründet 2005)
- Spanien
  - European Integration Studio in Madrid (gegründet 2007)
- Südkorea
  - EA Korea in Seoul (gegründet 2005)
- Vereinigtes Königreich
  - Criterion Games in Guildford (übernommen 2004)
  - EA UK in Guildford
  - Ghost Games UK in Guildford

(Die beiden Studios EA UK und EA Criterion teilen sich seit 2007 ein Gebäude in Guildford)
- Vereinigte Staaten
  - BioWare Austin in Austin, Texas (übernommen 2007/08)
  - EA Byrnest in Brookhaven, New York
  - EA Morrisville in Raleigh, North Carolina (gegründet 2007)
  - EA Salt Lake in Salt Lake City, Utah (übernommen 2006)
  - EA Tiburon in Maitland, Florida (übernommen 1998)
  - Ripple Effect Studios in Los Angeles (seit 2013 als DICE LA)
- Volksrepublik China
  - EA China in Shanghai (gegründet 2005)

### Ehemalige Studios
- Australien
  - EA Pandemic in Brisbane (übernommen 2007/08; aufgelöst 2009)
- Deutschland
  - EA Phenomic in Ingelheim (übernommen 2006; aufgelöst 2013)
- Vereinigtes Königreich
  - EA Bright Light in Guildford (gegründet 2006; geschlossen 2011[74])
  - Bullfrog Productions in Guildford (übernommen 1995; aufgelöst 2004)
- Vereinigte Staaten
  - Dreamworks Interactive in Los Angeles, Kalifornien (übernommen 2000; aufgelöst 2013)
  - Origin Systems in Austin, Texas (übernommen 1992; aufgelöst 2004)
  - EA Maxis in Emeryville und Redwood City, Kalifornien (übernommen 1997; Emeryville geschlossen 2015)
  - Mythic Entertainment in Fairfax, Virginia (übernommen 2006; geschlossen 2014)
  - EA Pandemic in Los Angeles, Kalifornien (übernommen 2007/08; aufgelöst 2009)
  - Visceral Games in Redwood City, Kalifornien (gegründet 1982; aufgelöst 2017)
  - Westwood Studios in Salt Lake City, Utah (übernommen 1998; aufgelöst 2003)

## Labels

EA-Games-Logo

EA-Sports-Logo

2007 wurde EA restrukturiert und in vier zu weiten Teilen unabhängig operierende Labels aufgeteilt.
- EA Games Label – 2005 wurde die Marke EA Games durch die Marke EA ersetzt. Das neu gegründete Label EA Games ist nicht mit der früheren Marke zu verwechseln.
  - EA (alle Titel, die sich nicht den anderen Labels zuordnen lassen)
  - EA Mythic (Multiplayer-Rollenspiele)
  - EA Partners (externe Entwicklungsstudios)
- EA Sports Label
  - EA Sports (realistische Sportsimulationen)
  - EA Sports Freestyle (bis Mai 2008 EA Sports BIG; nicht realistische Sportspiele, Extremsport)
- EA Casual Entertainment Label
  - EA Bright Light (Harry Potter, EA Playground, Boogie etc.)
  - EA Mobile (Handy- und iPod-Spiele)
  - Pogo.com (Online Minispiele)
- The Sims Label
  - Lebenssimulationen, die den Begriff Sim beziehungsweise Sims im Namen tragen wie SimCity oder Die Sims.

## EA Partners
Neben einer Vielzahl an Eigenentwicklungen veröffentlicht Electronic Arts auch eine Reihe von fremdentwickelten Spielen. Dieser Geschäftsbereich wird unter dem Namen „EA Partners“ zusammengefasst. Die Art der Kooperation mit externen Entwicklungsstudios und Publishern kann höchst unterschiedlich geregelt sein. Ein weltweites Publishingabkommen umfasst in der Regel die Vorfinanzierung und personelle Unterstützung der Entwicklung sowie eine Übernahme der Marketing-, PR- und Vertriebsaktivitäten durch EA. Teilweise gibt es aber auch regional begrenzte Verträge oder beispielsweise reine Vertriebsabkommen. Die vergangenen Jahre haben gezeigt, dass diese Form der Zusammenarbeit auch genutzt wird, um zu prüfen, ob ein externes Entwicklungsstudio mit der Arbeit von EA kompatibel ist. Wie zum Beispiel im Fall des schwedischen Studios Dice kann dies zu einer Übernahme des Entwicklers seitens EA führen.

### Beispiele für EA-Partner (Auszug)
- Bright Future: Fußball Manager
- Crytek: Crysis
- Double Fine Productions – Brütal Legend
- Epic Games – Bulletstorm
- Harmonix und MTV Games: Rock Band
- Insomniac Games – Fuse
- Kuju Entertainment: Rail Simulator
- Nunchuck Games: Ninja Reflex
- Starbreeze Studios

## EA Originals
EA Originals ist ein Programm von Electronic Arts, mit dem unabhängig entwickelte Videospiele unterstützt werden. EA stellt das Geld für die Entwicklung zur Verfügung, und sobald es das Geld zurückerhält, gehen alle zusätzlichen Einnahmen an das Partnerstudio, das das Spiel entwickelt hat. Dieses Studio behält auch die Rechte an den geistigen Eigentumsrechten für die von ihm entwickelten Spiele und hat sogar die kreative Kontrolle über das Projekt. Das Programm wurde auf der EA-Presseveranstaltung auf der E3-Konferenz 2016 angekündigt und baut auf dem Erfolg von Unravel von Coldwood Interactive aus dem Jahr 2015 auf.
| Jahr | Titel                 | Entwickler           | Referenz |
| ---- | --------------------- | -------------------- | -------- |
| 2016 | Unravel               | Coldwood Interactive |          |
| 2018 | FE                    | Zoink                | [ 77 ]   |
| 2018 | A Way Out             | Hazelight Studios    | [ 78 ]   |
| 2019 | Unravel Two           | Coldwood Interactive | [ 79 ]   |
| 2019 | Sea of Solitude       | Jo-Mei Games         | [ 80 ]   |
| 2021 | It takes Two          | Hazelight Studios    | [ 81 ]   |
| 2021 | Knockout City         | Velan Studios        | [ 82 ]   |
| 2023 | Wild Hearts           | Omega Force          | [ 83 ]   |
| 2023 | Immortals of Aveum    | Ascendant Studios    |          |
| 2024 | Tales of Kenzera: Zau | Surgent Studios      | [ 84 ]   |

## Gesellschaftliche Debatte
Die deutsche Niederlassung von Electronic Arts engagiert sich zunehmend in der gesellschaftlichen und wissenschaftlichen Debatte um Computerspiele.
- In der seit 2004 vierteljährlich erscheinenden Zeitschrift EA – Das Magazin werden regelmäßig aktuelle Themen wie die Gewalt in Computerspielen oder die Generation silver Gamer, die „Generation 50 Plus“, aufgegriffen. Diese war 2005 und 2006 Preisträger des Best of Corporate Publishing Awards.
- Im Frühjahr 2006 richtete Electronic Arts in Zusammenarbeit mit der Fachhochschule Köln die Veranstaltung Clash of Realities – Computer und soziale Wirklichkeit in Köln aus. Vom 5. bis zum 7. März 2008 fand eine Nachfolgeveranstaltung in Köln statt.
- Auf der Unternehmens-Website wird eine Datenbank mit einer Übersicht zu allen wichtigen Studien zum Thema Wirkungsforschung zusammengestellt.
- Im November 2006 richtete Electronic Arts eine Berliner Diskussionsrunde zum Thema Gewalt in Computerspielen mit prominenten Forschern und Politikern aus.
- Im August 2006 startete Electronic Arts mit Nintendo die Weiterbildungsinitiative „Spielraum“ für mehr Medienkompetenz, angesiedelt an der Fachhochschule Köln.[85][86][87]
- 2011 sorgte die Veröffentlichung von Battlefield 3 in Deutschland für einen Skandal. So konnte die PC-Version von Battlefield 3 nur nach vorheriger Installation des Origin-Clients und Aktivierung des Programms über den dazugehörigen Onlineshop genutzt werden. Der Origin-Lizenzvertrag enthielt zu diesem Zeitpunkt mehrere Passagen, die nach Ansicht von Datenschützer gegen deutsches Verbraucher- und Datenschutzrecht verstießen.[88] Als Reaktion auf Kundenproteste[89] und kritische Berichterstattung wurden die Geschäftsbedingungen und die Funktionsweise des Origin-Clients in einigen der strittigen Punkten überarbeitet (siehe hierzu auch Origin (Vertriebsplattform)). Weiterhin lud der Konzern in Deutschland Kunden und Fachpresse zu einem Runden Tisch[90] in seine Deutschlandzentrale in Köln ein.[91]
- 2017 stieß die Veröffentlichung von „Star Wars: Battlefront II“ die „Lootbox“-Debatte erneut an, da man, zu dem Vollpreistitel, erst durch Mikrotransaktionen im Spiel das komplette Spielerlebnis erhalten konnte. Um dieses zu erhalten, hätte man 2100 Euro oder 4528 Stunden investieren müssen.[92] Durch einen riesigen Shitstorm war EA dazu gezwungen worden, die Lootboxen aus dem Spiel zu entfernen und in Europa wurde diskutiert, ob Lootboxen unter Glücksspiel fallen.[93][94] Inzwischen hat EA diese komplett entfernt und es können nur noch kosmetische Zusatzinhalte gekauft werden.[95]
- Bei zunächst kostenfreien Titeln wie Star Wars: Galaxy of Heroes setzt EA auch auf Gacha-Spiel-Mechaniken um die Erträge zu steigern.[96]
- Die übermäßige Crunch-Kultur soll bei EA zur schlechten Qualität von Spielen beigetragen haben. Zu diesen Titeln gehören Superman Returns von 2006 und Anthem von 2019.[97][98]

## Spiele von Electronic Arts
0–9
- 688 Attack Sub (1989: PC; 1990: Amiga; 1991: Mega Drive)
- 688(i) Hunter-Killer (Jane’s, PC, 1997)

A
- Abrams Battle Tank (1988: PC; 1991: Mega Drive)
- Advanced Tactical Fighters (Jane’s, 1996)
- Adventure Construction Set (1985: Apple II, C64; 1986: Amiga, PC)
- Age of Adventure (1986: Apple II, C64)
- AH-64D Longbow (Jane’s, PC, 1996)
- Alarm für Cobra 11 – Vol. 3 (2005)
- Ali Baba and the Forty Thieves (1986: C64)
- Alien Fires: 2199 AD (1986: PC; 1988: Amiga)
- American McGee’s Alice (2000: PC)
- Amnesia (1986: Apple II, PC; 1987: C64)
- Archon: The Light and the Dark (1983: Atari 8-bit; 1984: Apple II, C64, PC; 1985: Amstrad CPC, ZX Spectrum; 1986: Amiga; 1989: NES)
- Archon II: Adept (1984: C64; Atari 8-bit, Apple II; 1986: Amiga; 1989: Amstrad CPC, ZX Spectrum)
- Arcticfox (1986: Amiga, Apple II, Atari ST, C64, PC; 1987: ZX Spectrum)
- Armies of Exigo (2004: PC)
- Army of Two (2008: Xbox 360, PS3)
- Avatar – Aufbruch nach Pandora (PS3, Xbox 360, PC)

B
- Batman Begins (2005: Xbox, PS2, GameCube, GBA)
- Battlefield-Reihe (10 Spiele und diverse Erweiterungen, für PC, Xbox, Xbox 360, Xbox One, PlayStation 2, PlayStation 3, PlayStation 4 sowie iPhone und iPad. Erstveröffentlichung 2002)
- BattleForge (2009: PC)
- Beetle Adventure Racing! (1999: N64)
- BLACK (2006: PS2, Xbox)
- Black-&-White-Reihe (2 Spiele & 1 Add-on für PC)
- Boogie (2007: Wii, Ds)
- Budokan: The Martial Spirit (1989: Amiga, PC; 1990: Amstrad CPC, Saturn; 1991: C64, ZX Spectrum)
- Bulletstorm (2011 PC, PS3, Xbox 360)
- Bundesliga Stars 2001 (2000: PC)
- Burnout-Reihe (5 Spiele für diverse Konsolen)

C
- Cartooners (1989: PC)
- Catwoman (2004: PC, PS2, Xbox, GameCube, GBA)
- Caveman Ugh-Lympics (1988: C64; 1989: PC; 1990: NES)
- Cel Damage (2002: Xbox, GameCube)
- Centurion: Defender of Rome (1990: PC; 1991: Amiga, Mega Drive)
- Chuck Yeager’s Advanced Flight Trainer (2 Titel für PC und diverse Heimcomputer)
- Clive Barker’s Undying (2001: PC)
- Command-&-Conquer-Reihe (nur Titel ab 2003 von EA: 3 Spiele und 3 Add-ons für PC; 2 Spiele und 1 Add-on für Xbox 360)
- Create (November 2010)[99]

D
- Dead-Space-Reihe (3 Titel für PC, Xbox 360 und PS3)
- Deathlord (1987: C64, Apple II)
- Def-Jam-Reihe (4 Spiele für diverse Konsolen)
- Demon Stalkers (1987: C64; 1988: PC)
- Der Herr der Ringe: Die Rückkehr des Königs (2003: PS2, Xbox, GameCube, GBA, PC)
- Der Herr der Ringe: Die Schlacht um Mittelerde (2 Spiele und 1 Add-on für PC und Xbox 360 seit 2004)
- Der Herr der Ringe: Die zwei Türme (2002: PS2, Xbox, GameCube)
- Der Pate – Das Spiel (2006: PC und Konsolen)
- Dr. J and Larry Bird Go One on One (1983: Apple II, Atari 8-bit; 1984: C64, PC; 1985: Amiga; 1987: Atari 7800)
- Dragon-Age-Reihe (3 Titel für PC, Xbox 360, Xbox One, PS3, PS4)

E
- Earl Weaver Baseball (1987: Amiga; 1989: PC)
- Earth Orbit Stations (1987: C64, PC)
- Emperor: Schlacht um Dune (2001: PC)
- Escape From Hell (1990: PC)

F
- F1 Challenge 1999–2002
- F/A-18 Interceptor (1988: Amiga)
- F-22 Interceptor (1990: Sega Mega Drive)
- F-16 Combat Pilot (1989: Amiga, Atari ST, PC; 1990: Amstrad CPC, C64; 1991: ZX Spectrum)
- Ferrari Formula One (1988: Amiga; 1989: Atari ST, PC; 1990: C64)
- FIFA-Reihe (seit 1994 jedes Jahr ein Spiel für PC und Konsolen)
- FIFA-Street-Reihe
- Fleet Command (Jane’s, PC, 1999)
- Flood (1990: Amiga, Atari ST)
- Fountain of Dreams (1990: PC)
- Fusion (1988: Amiga, Atari ST)
- Fußball-Manager-Reihe (seit 2001 jedes Jahr ein Spiel für PC und bis 2005 für Konsolen)
- Future Cop: LAPD
- F1 2021
- F1 22
- F1 23
- F1 24
- F1 25

H
- Hard Mat Attack (1983: Apple 2, C64; 1984: Amstrad CPC, PC)
- Hard Nova (1990: PC; 1991: Amiga, Atari ST)
- Harry Potter (alle Teile)
- Haunting (1993: Mega Drive)
- Heart of Africa (1985: C64)
- Hound of Shadow (1989: Amiga, Atari ST, PC)

I
- Imperium (1990: Amiga, Atari ST, PC)
- Indianapolis 500: The Simulation (1989: PC; 1990: Amiga)
- Israeli Air Force (Jane’s, PC, 1998)

J
- James-Bond-Reihe (8 Spiele seit 1999)
- John Madden Football (1988: Apple II; 1989: PC, C64)

K
- Keef the Thief (1989: Amiga, PC)
- Kings of the Beach (1988: PC; 1989: C64; 1990: NES)
- Knockout City

L
- Lakers vs. Celtics and the NBA Playoffs (1989: PC; 1990: Mega Drive)
- Legacy of the Ancients (1987: C64; 1989: PC)
- LHX: Attack Chopper (1990: PC; 1992: Mega Drive)
- Little-Big-Adventure-Reihe (2 Titel für PlayStation)
- Longbow 2 (Jane’s, PC, 1998)
- Lords of Conquest (1985: PC; 1986: Apple II, Atari 8-bit, C64; 1988: Atari ST)
- Low Blow (1990: PC)

M
- Madden NFL (2007: PS2, Xbox 360, PC, Wii)
- Mail Order Monsters (1985: C64; 1986: Atari 8-bit)
- Make Your Own Murder Party (1986: C64* Marble Madness; 1986: Amiga, Apple II, Atari ST, C64, PC; 1991: Mega Drive)
- Mars Saga (1988: Apple II, C64; 1989: PC)
- Mass-Effect-Reihe (drei Spiele für PC und Konsolen seit 2007, der Abschluss der Trilogie ist 2012 erschienen)
- Medal-of-Honor-Reihe (11 Spiele und 2 Add-ons für PC und Konsolen seit 1999)
- Mike Edwards’ Realm of Impossibility (1983: Apple II; 1984: C64, Atari 8-bit)
- Mirror’s Edge (2008: PS3, Xbox 360)(2009: PC)
- Modem Wars (1988: C64, PC)
- Moto-Racer-Reihe (3 Titel für PC und Playstation)
- M.U.L.E. (1983: Atari 8-bit; C64; 1990: NES)
- Murder on the Zinderneuf (1983: Atari 8-bit; 1984: C64, PC, Apple II)
- Music Construction Set (1984: Apple II, PC; 1987: Atari ST)

N
- NBA-Live-Reihe (seit 2000 jedes Jahr ein Spiel für PC und Konsolen)
- NBA-Street-Reihe
- Need-for-Speed-Reihe (26 Spiele für PC und Konsolen seit 1994, Stand 2023)
- NFL-Street-Reihe
- Neuromancer (1988: Amiga, C64, Apple II; 1989: PC)
- NHL-Reihe (seit 1996 jedes Jahr ein Spiel für PC und Konsolen)

P
- Patton vs. Rommel (1987: PC)
- PGA Tour Golf (1990: PC; 1991: Amiga, Mega Drive, SNES; 1993: Game Gear, Master System)
- Phantis (1987: PC, C64, MSX, ZX Spectrum; 1988: Amstrad CPC, Atari ST)
- PHM Pegasus (1987: Amstrad CPC, Apple II, C64; 1988: PC, ZX Spectrum)
- Pinball Construction Set (1983: Atari 8-bit; C64; 1985: PC)
- Populous-Reihe (3 Spiele für Amiga, Atari ST, PC u. a. seit 1989)
- Powermonger (1990: Amiga, Atari ST; 1992: PC, Mega Drive; 1993: SNES; 1994: Mega-CD)
- Powerplay Hockey (1988: C64)
- Project Firestart (1989: C64)
- Projectyle (1990: Amiga, Atari ST)

R
- Racing Destruction Set (1985: C64, Atari 8-bit)
- Realm of the Impossibility (C64)
- Richard Petty’s Talladega (1984: Atari 8-bit; 1985: C64)
- Robot Rascals (1986: C64; 1987: PC)

S
- Sentinel Worlds I: Future Magic (1988: PC; 1989: C64)
- Seven Cities of Gold (1984: Apple II, Atari 800, C64; 1985: Amiga; 1987: PC)
- Shox (2003: PS2, NGC)
- SimCity-Reihe (1989)
- Sims-Reihe (ab 2000; 4 Spiele und mehrere Add-ons für PC sowie Umsetzungen für mehrere Konsolen)
- Skate-Reihe (4 Titel für PS3, Xbox 360, Wii)
- Skate or Die! (3 Titel für PC, C64, NES und Heimcomputer)
- Ski or Die (1990: Amiga, C64, PC, NES)
- Skyfox-Reihe (2 Titel für PC, C64 und diverse Heimcomputer)
- Spore (2008: PC, Mac, Nintendo DS, Handy)
- SSN-21 Seawolf (PC, 1994)
- SSX-Reihe (seit 2000)
- Starflight-Reihe (2 Titel für PC, Mega Drive und diverse Heimcomputer)
- Star Saga: Two – The Clathran Menace (1989: Apple II, PC)
- Star Wars: Battlefront
- Star Wars: Battlefront II
- Star Wars Jedi: Fallen Order
- Stormovik SU-25 Soviet Attack Fighter by Rick Tiberi (1990: PC)
- Strike Fleet (1987: C64; 1988: PC; 1991: Amiga, Atari ST)
- Super Boulder Dash (1986: C64, Apple II, PC)
- Swords of Twilight (1989: Amiga)
- Syndicate-Serie (2012: PS3, PC, Xbox 360)

T
- The-Bard’s-Tale-Reihe (3 Spiele für PC, Apple II, C64, Amiga u. a. seit 1985)
- The Immortal (Entwickler: Sandcastle; 1990: Amiga, Apple IIGS, Atari ST; NES; 1991: Mega Drive, PC)
- Theme-Park-Reihe (3 Titel für PC und diverse Konsolen)
- Timothy Leary’s Mind Mirror (1985: PC, C64)
- TKO (1988: C64; 1989: PC)
- Touchdown Football (1984: PC; 1986: C64; 1988: Atari 7800)

U
- Ultimate Wizard (1986: C64)
- U.S.-Navy-Fighters-Reihe (Jane’s, 3 Spiele für PC seit 1994)

W
- Warhammer Online: Age of Reckoning
- Will Harvey’s Zany Golf (Entwickler: Sandcastle; 1988: Amiga, Apple IIGS, Atari ST, PC; 1990: Mega Drive)
- Wizard (1984: C64)
- World Tour Golf (1985: PC; 1987: C64, Apple IIGS; 1988: Amiga)
- WW II Fighters (Jane’s, 1988: PC)
- Wing Commander 4: The Price of Freedom (1995 PC, DOS)

## EA-Classics
EA-Classics ist eine Sammlung diverser PC-Spiele, die am 15. Mai 2009 von Electronic Arts veröffentlicht wurde und welche einige Spiele von EA vereint. Die Auswahl der Titel findet durch eine EA-interne Jury statt, die in regelmäßigen Abständen die PC-Spiele für diese Reihe auswählt. Erkennbar ist die EA-Classics Reihe durch eine auffallend gelbe Farbe.

## Auszeichnungen
- The Consumerist: Worst Company In America (deutsch: schlechteste amerikanische Firma) 2012 und 2013[100]
- Human Rights Campaign: Best Places to Work for LGBT Equality (deutsch: die besten Arbeitgeber für die Gleichstellung von Lesben, Schwule, Bisexuelle, Transsexuelle und Transgender) 2012, 2013, 2014[101]